# Kryworiwnja
Kryworiwnja (ukrainisch Криворівня; russisch Криворовня Kriworownja, polnisch Krzyworównia) ist ein Dorf und das administrative Zentrum der gleichnamigen Landratsgemeinde in den Ostkarpaten im Süden der ukrainischen Oblast Iwano-Frankiwsk mit etwa 1500 Einwohnern (2006).

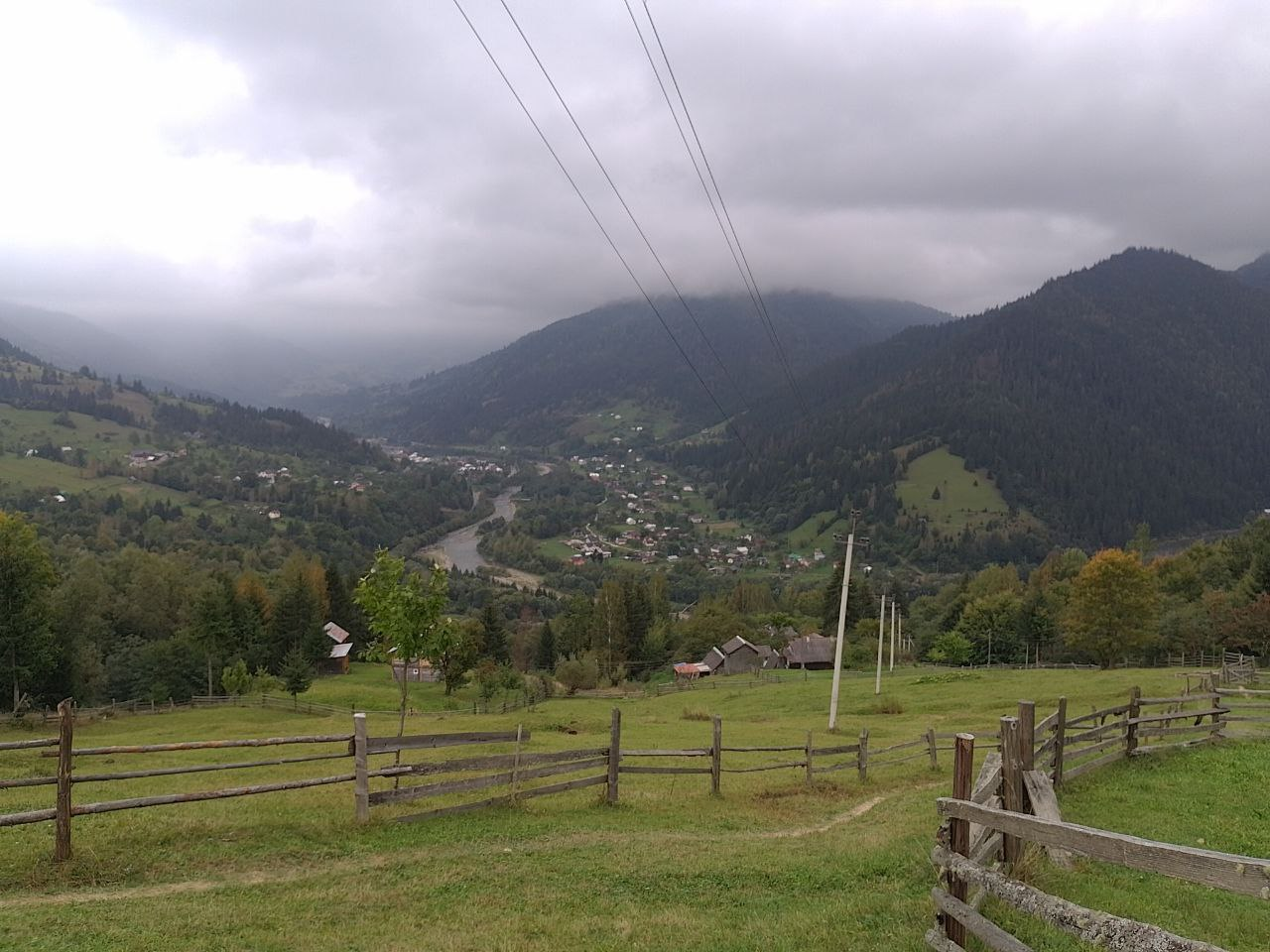
Kryworiwnja Panoramabild

In dem 1654 von Huzulen gegründeten Dorf lebte Anfang des 20. Jahrhunderts der  Schriftsteller, Historiker, Banduraspieler, Komponist und Ethnograph Hnat Chotkewytsch und gründete hier ein Laientheater.

## Geographie
Kryworiwnja liegt auf einer Höhe von 565 m an der Regionalstraße P–24 am Ufer des Tschornyj Tscheremosch 118 km südlich der Oblasthauptstadt Iwano-Frankiwsk und 8 km nordöstlich vom Rajonzentrum Werchowyna.
Am 12. Juni 2020 wurde das Dorf ein Teil der neu gegründeten Siedlungsgemeinde Werchowyna im Rajon Werchowyna, bis dahin bildete es zusammen mit dem Dorf Bereschnyzja (Бережниця) die gleichnamige Landratsgemeinde Kryworiwnja (Криворівнянська сільська рада/Kryworiwnjanska silska rada) im Norden des Rajons.

## Persönlichkeiten
- Jewhen Marussjak (* 2000), Skispringer